# Paracladopelma diutinistyla
Paracladopelma diutinistyla är en tvåvingeart som beskrevs av Sushill K. Dutta och Chaudhuri 1996. Paracladopelma diutinistyla ingår i släktet Paracladopelma och familjen fjädermyggor.
Artens utbredningsområde är West Bengal (Indien). Inga underarter finns listade i Catalogue of Life.